# T-Mobile

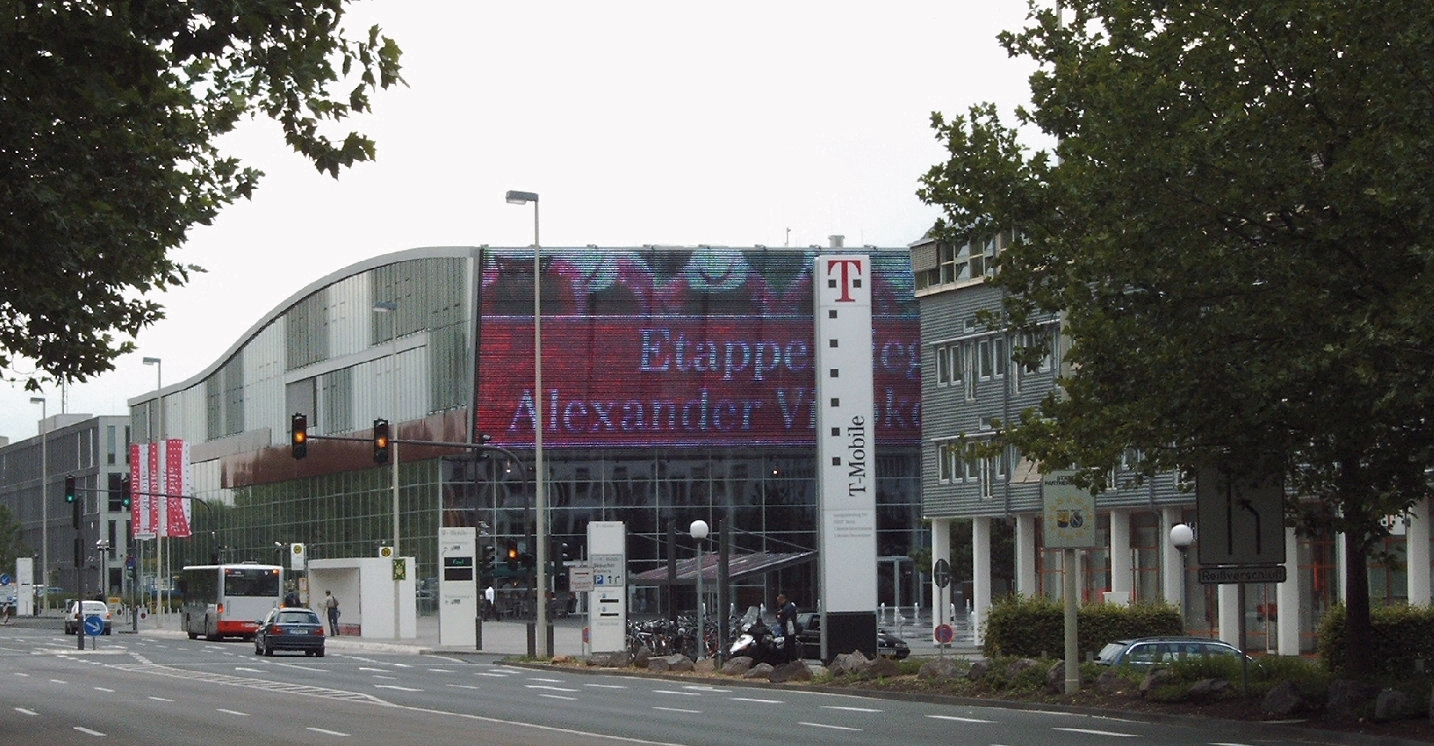
Sede de T-Mobile en Bonn, Alemania.

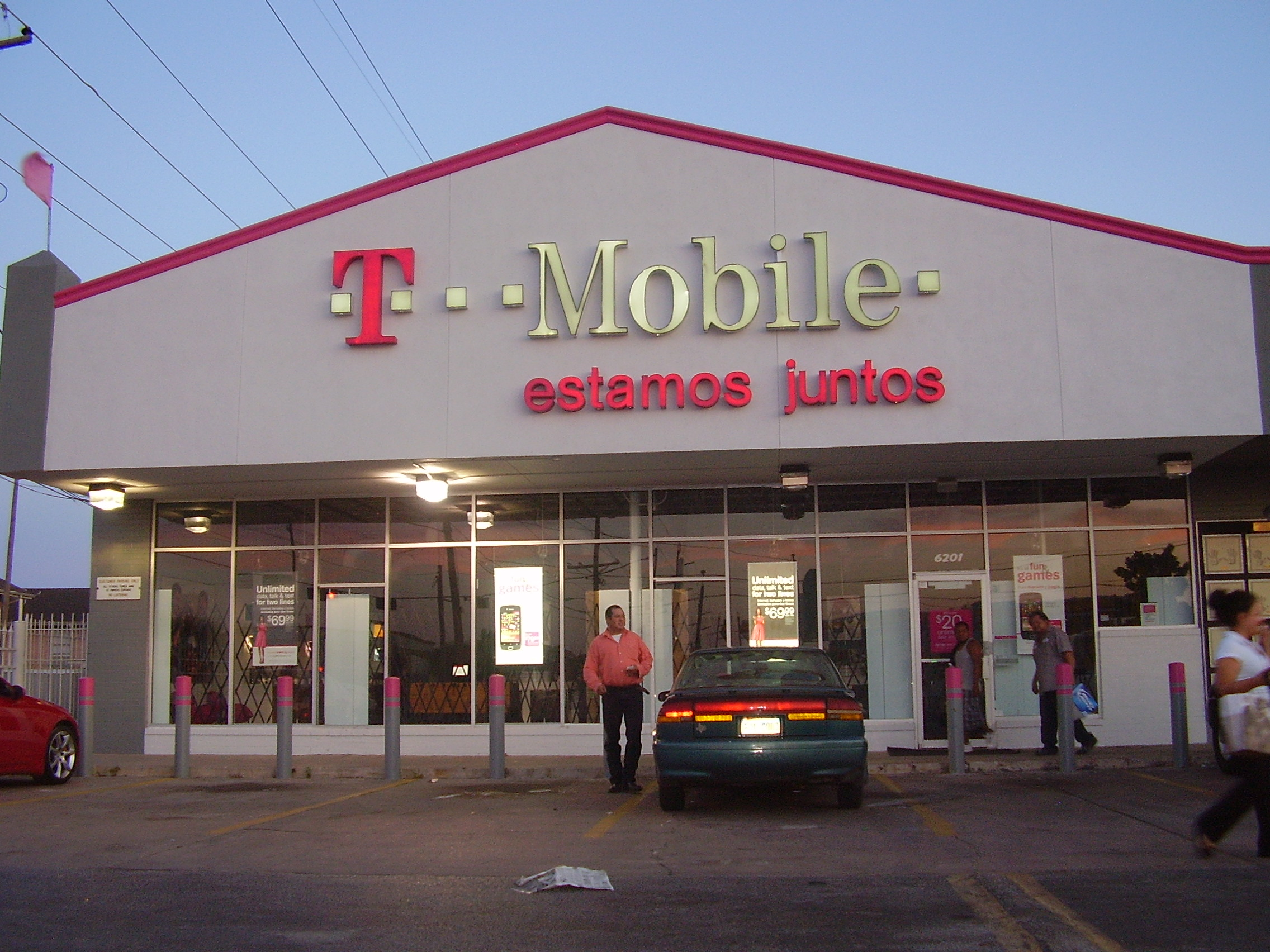
Tienda de T-Mobile en Houston, Texas, Estados Unidos.

T-Mobile es un operador de red móvil establecido en Bonn (Alemania). Es un subsidiario de Deutsche Telekom y pertenece a la alianza de negocio de FreeMove. La t representa "Telekom".
T-Mobile también tiene intereses financieros en operadores móviles en Europa Oriental. Tiene unos 150 millones de suscriptores, haciéndole el decimosexto mayor prestatario de servicios de telefonía móvil por cantidad de suscriptores y la cuarta multinacional más grande del mundo después de Vodafone del Reino Unido, Telefónica de España y América Móvil de México. T-Mobile en los EE. UU. con más de 60 millones de clientes es la tercera red de telecomunicaciones inalámbricas más grande después de AT&T y Verizon Wireless.
T-Mobile tiene una presencia sustancial en once países europeos (Austria, Croacia, República Checa, Alemania, Hungría, Macedonia, Montenegro, los Países Bajos, Polonia, Eslovaquia, y el Reino Unido) y tres países americanos (Estados Unidos, Las Islas Vírgenes y Puerto Rico). Deutsche Telekom intentó estos últimos años adquirir O2 móvil, rival del operador de red en el Reino Unido, pero en 2006 O2 fue adquirido por Telefónica de España. En marzo de 2008, la compañía anunció que quería adquirir los módulos sin hilos de Siemens como parte del consorcio de JOMA. El reparto fue concluido en mayo de 2008.
T-Mobile es un grupo de subsidiarios corporativos de teléfono móvil (bajo propiedad de Deutsche Telekom) que funcionan con redes del GSM y UMTS en Europa, Estados Unidos, las Islas Vírgenes y Puerto Rico.

## Historia
Inicialmente los servicios telefónicos en Alemania eran propiedad del Estado bajo el monopolio de la agencia de correos estatal Deutsche Bundespost Telekom, ésta pasó a denominarse Deutsche Telekom en 1995 y empezó a ser privatizada a partir de 1996. En el año 2002 Deutsche Telekom empezó a consolidar sus operaciones internacionales y adoptó el anglicismo Mobile para sus operaciones móviles, tomando la "T" de Telekom para formar T-Mobile.
El 1 de abril del 2010 T-Home y T-mobile ambas subsidiarias de DT se unieron para formar una nueva empresa totalmente propiedad de Deutsche Telecom. También el 2010 T-mobile en Reino Unido se unió a Orange (France Telecom) para formar una empresa conjunta, así nació Everything Everywhere, haciéndola la más grande en ese país por encima de sus competidoras O2 y Vodafone en número de clientes móviles.

## Adquisición de Suncom
El operador regional estadounidense que operaba en el sudeste de dicho país así como Puerto Rico y las Islas Vírgenes y que prestaba servicio de roaming en los territorios caribeños a T-Mobile fue adquirido por este a principios del 2008 con lo que agregó a 1.1 millón de clientes.

## Fallida venta de la filial T-Mobile en los Estados Unidos
El 21 de marzo del 2011 el operador estadounidense AT&T anunció que había llegado a un acuerdo con Deutsche Telekom para la compra de su filial T-Mobile en los Estados Unidos por un valor de 39 000 millones de dólares (25 000 millones en efectivo y el resto en acciones de AT&T, por lo que T-Mobile tendría el 8% de la empresa), con lo cual sumaría 33,7 millones de clientes a sus 95,5 millones, haciéndola la empresa de telecomunicaciones más grande de ese país. Con esta venta Deutsche Telekom pretendía paliar la crisis de su filial estadounidense frente a la agresiva competencia de sus rivales así como repotenciar su negocio en Europa.
AT&T se comprometió a pagar 3 000 millones de dólares en efectivo a T-Mobile, así como espectro y conexión nacional, haciendo un valor aproximado de 6 000 millones de dólares, como penalidad si la transacción no tenía el visto bueno de la Comisión Federal de Comunicaciones (FCC por sus siglas en inglés) ente regulador de las telecomunicaciones en los Estados Unidos.
Desde un principio esta posible compra generó dudas en la FCC por su impacto en la competencia, así como el rechazo del operador Sprint quien sería el más perjudicado por quedar en último lugar muy detrás de AT&T y Verizon, además miles de clientes de T-Mobile expresaron su rechazo a la posible compra.
El 20 de diciembre del 2011 AT&T anunciaba que retiraba la oferta pública de adquisición a T-Mobile debido a la fuerte oposición de la FCC, lo paradójico es que Sprint quien era el principal impulsor de esta medida se vio afectado pues a pesar de continuar en el tercer lugar en número de clientes por detrás de Verizon y AT&T, tendría que hacer frente a un T-Mobile con más dinero para invertir y espectro radioeléctrico (producto de la penalidad de AT&T). Con todo fue un duro golpe para la matriz alemana ya que tendrían que continuar la competencia en dos frentes el estadounidense y el europeo contra los poderosos Vodafone y O2 (Telefónica).